# 24 Heures du Mans 1933
Navigation
Édition précédente Édition suivante
Les 24 Heures du Mans 1933 sont la 11e édition de l'épreuve et se déroulent les 17 et 18 juin 1933 sur le circuit de la Sarthe.

## Nombre de pilotes qualifiés pour la course
58 pilotes sont au départ de l'épreuve dont 55 hommes et trois femmes.
| 33 Français | 18 Britanniques | 4 Italiens | 1 Monégasque | 1 Polonais |
| 1 Roumain   |                 |            |              |            |

## Classement final de la course

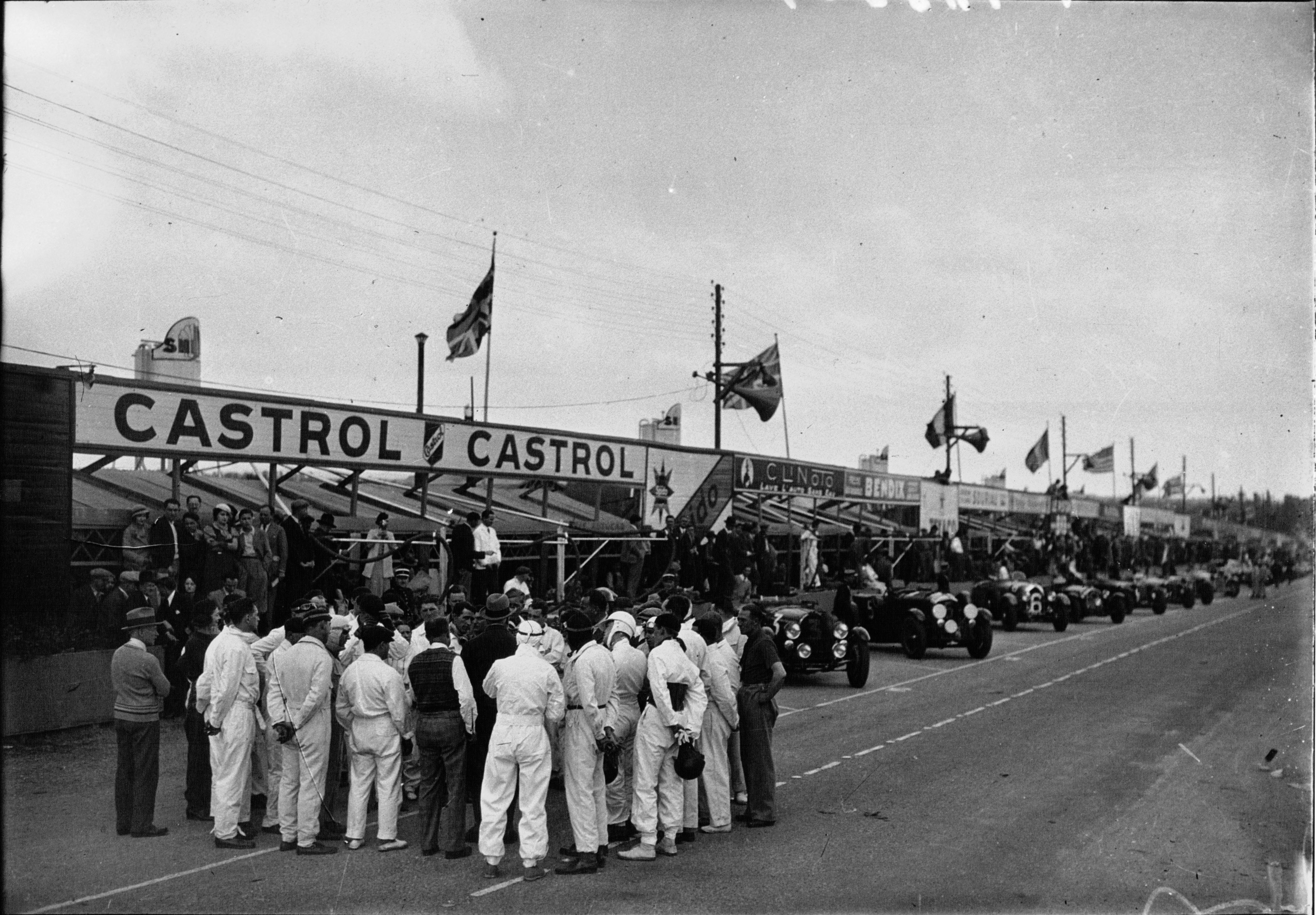
Les pilotes au départ de l'édition 1933.

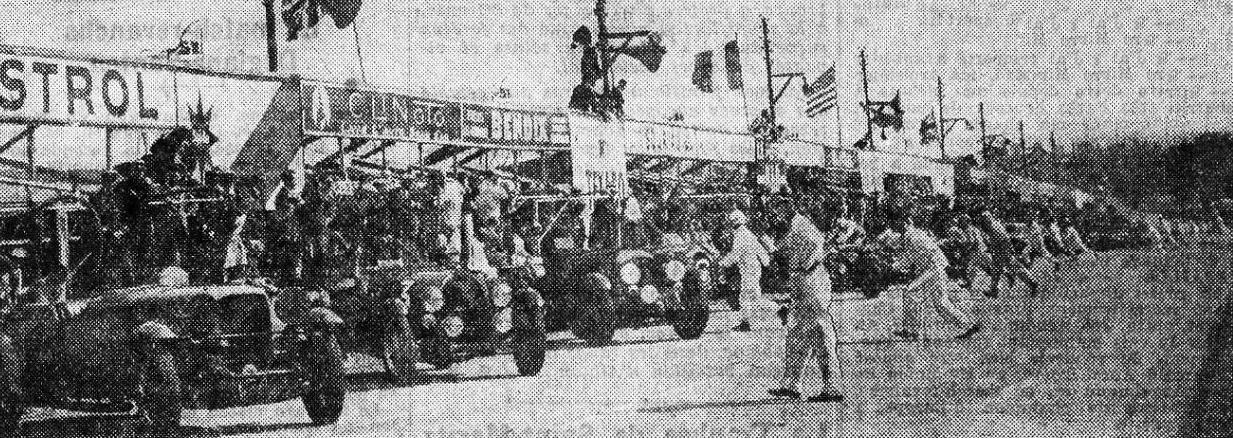
Course des pilotes vers les voitures en épi.

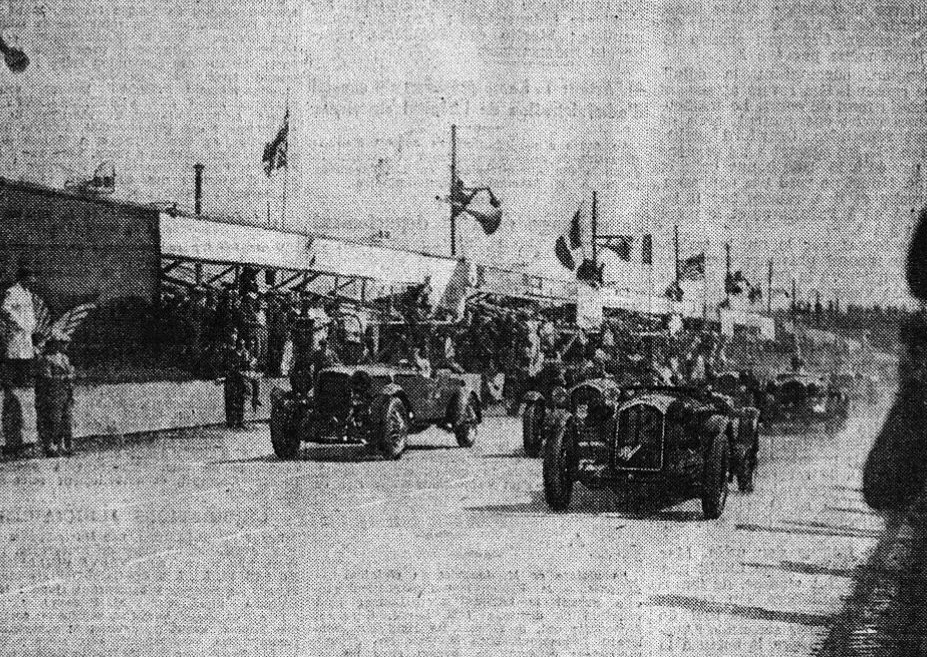
Départ de l'édition.

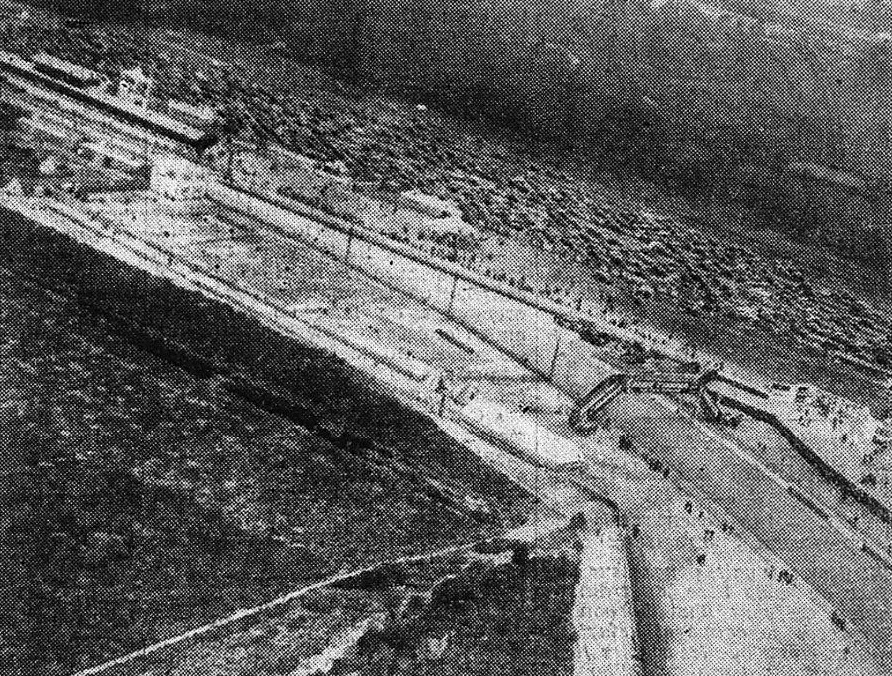
Les tribunes, le virage et la passerelle, en 1933.

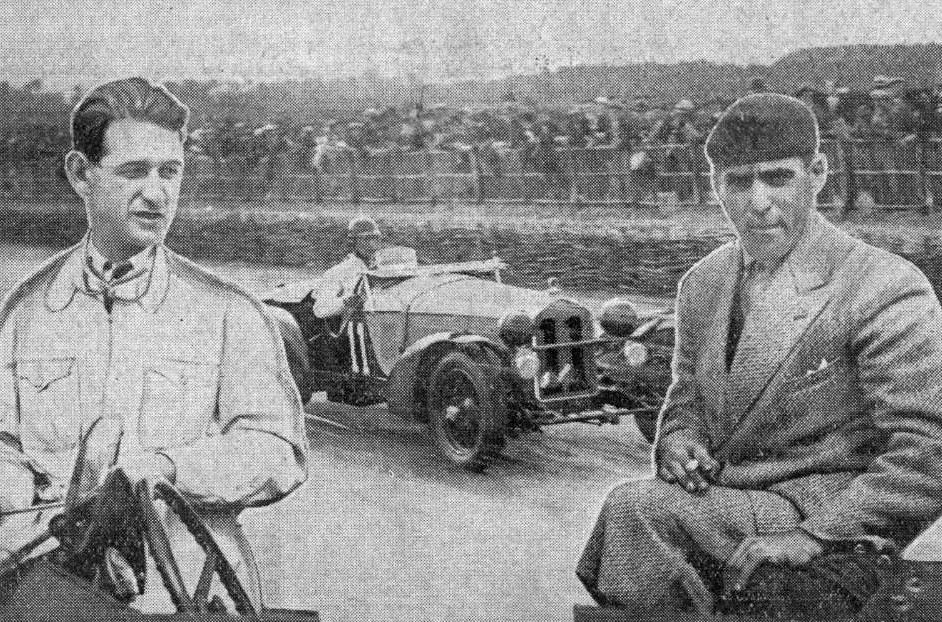
Raymond Sommer (G) et Tazio Nuvolari (D), vainqueurs des 24 Heures du Mans 1933.

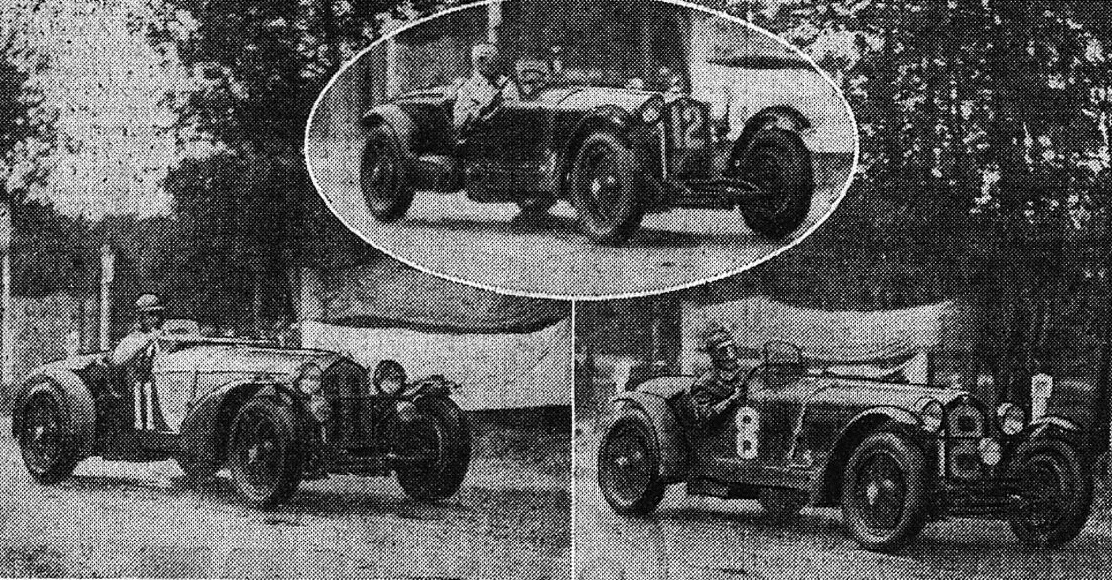
Podium des 24 Heures du Mans 1933 - 1er no 11 (Sommer-Nuvolari), 2e no 8 (Chinetti-de Gunsburg), 3e no 12 (Lewis-Rose-Richards).

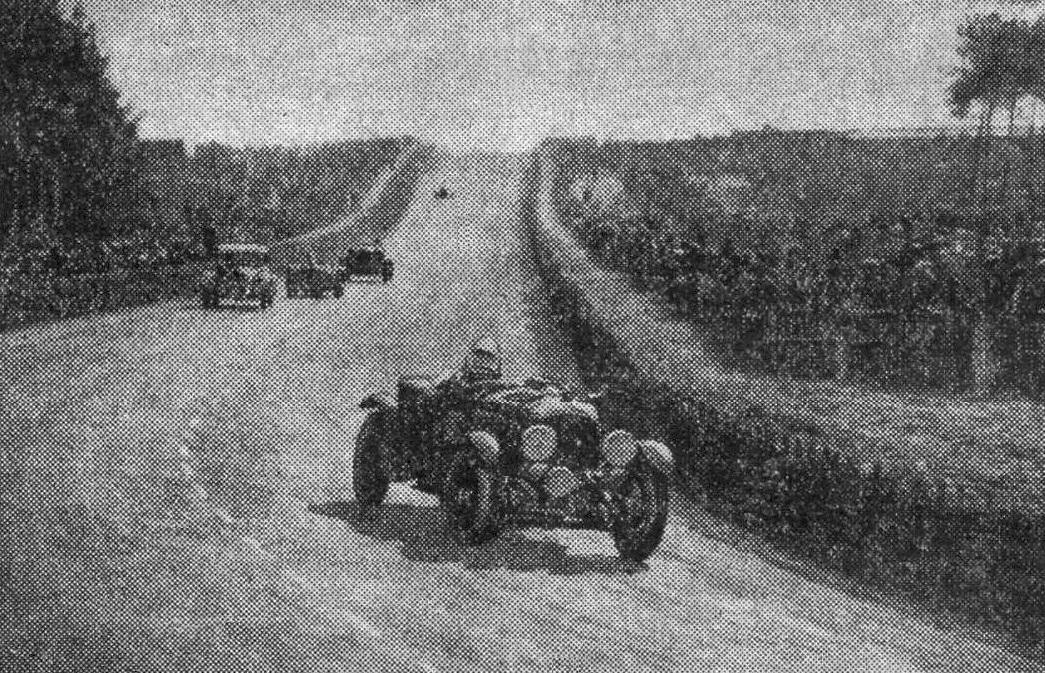
Concurrents au virage de l'Est...

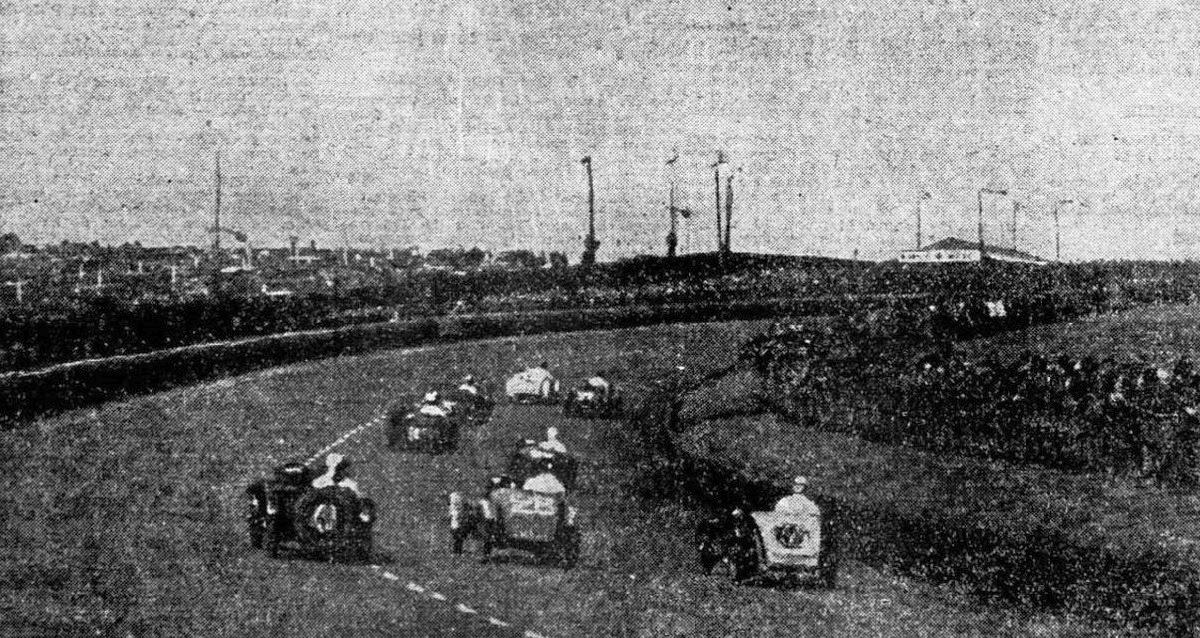
...puis au virage avant les tribunes.

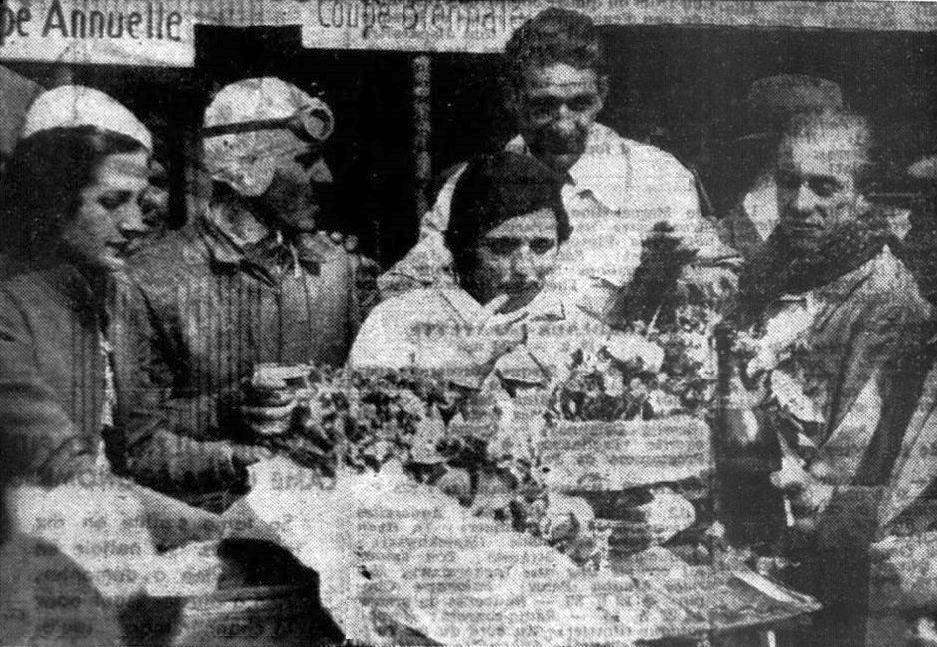
Les vainqueurs des 24 Heures du Mans 1933, Nuvolari et Sommer.

| Pos.  | Catégorie | no | Écurie                           | Pilotes                                      | Châssis                        | Moteur                         | Tours |
| ----- | --------- | -- | -------------------------------- | -------------------------------------------- | ------------------------------ | ------------------------------ | ----- |
| 1     | 3.0       | 11 | Soc. Anon. Alfa Romeo            | Raymond Sommer Tazio Nuvolari                | Alfa Romeo 8C 2300MM           | Alfa Romeo 2.3L compresseur I8 | 233   |
| 2     | 3.0       | 8  | Soc. Anon. Alfa Romeo            | Luigi Chinetti Philippe "Varent" de Gunsburg | Alfa Romeo 8C 2300             | Alfa Romeo 2.3L compresseur I8 | 233   |
| 3     | 3.0       | 12 | Arthur W. Fox                    | Brian E. Lewis Tim Rose-Richards             | Alfa Romeo 8C 2300             | Alfa Romeo 2.3L compresseur I8 | 225   |
| 4     | 1.1       | 30 | Riley                            | Alex van der Becke Kenneth Peacock           | Riley Nine Brooklands          | Riley 1.1L I4                  | 191   |
| 5     | 1.5       | 25 | Aston Martin Ltd.                | Pat Driscoll Clifton Penn-Hughes             | Aston Martin 1½ Le Mans        | Aston Martin 1.5L I4           | 188   |
| 6     | 750       | 41 | John Ludovic Ford                | John Ludovic Ford Maurice Baumer             | MG J4C Midget                  | MG 0.7L compresseur I4         | 176   |
| 7     | 1.5       | 24 | Aston Martin Ltd.                | A.C. Bertelli Sammy Davis                    | Aston Martin 1½ Le Mans        | Aston Martin 1.5L I4           | 174   |
| 8     | 2.0       | 21 | André Rousseau                   | André Rousseau Francois Paco                 | Alfa Romeo 6C 1750GS Coupe     | Alfa Romeo 1.7L compresseur I6 | 167   |
| 9     | 1.1       | 35 | Tracta                           | Félix Quinault Pierre Padrault               | Tracta                         | Tracta 1.0L I4                 | 161   |
| 10    | 1.1       | 28 | Just-Émile Vernet Fernand Vallon | Just-Émile Vernet Fernand Vallon             | Salmson GS                     | Salmson 1.1L I4                | 159   |
| 11    | 1.1       | 32 | Alin Frères                      | Adrien Alin Albert Alin                      | B.N.C.                         | B.N.C. 1.1L I4                 | 151   |
| 12    | 1.1       | 34 | Henri de Gavardie                | Jean de Gavardie Henri de Gavardie           | Amilcar C6                     | Amilcar 1.1L I4                | 148   |
| 13    | 1.1       | 37 | Singer                           | Frank Stanley Barnes Alf Langley             | Singer Nine Sports             | Singer 1.0L I4                 | 140   |
| Abd.  | 3.0       | 15 | Capt. G.E.T. Eyston              | Louis Chiron Franco Cortese                  | Alfa Romeo 8C 2300MM           | Alfa Romeo 2.3L compresseur I8 | 177   |
| N. c. | 2.0       | 19 | Société des Automobiles Charley  | Gaston Mottet André Marandet                 | S.A.R.A. SP7 Spéciale          | S.A.R.A. 1.8L I4               | 150   |
| Abd.  | 750       | 38 | Norman Black                     | Norman Black Ron Gibson                      | MG J4 Midget                   | MG 0.7L compresseur I4         | 125   |
| Abd.  | 2.0       | 20 | Mme Odette Siko                  | Odette Siko Louis Charavel                   | Alfa Romeo 6C 1750             | Alfa Romeo 1.9L compresseur I6 | 120   |
| Abd.  | 5.0       | 3  | Guy Bouriat                      | Marie Desprez Pierre Brussienne              | Bugatti Type 50S               | Bugatti 5.0L compresseur I8    | 119   |
| Abd.  | 5.0       | 6  | Roger Labric                     | Roger Labric Guy Daniel                      | La Lorraine B3-6               | La Lorraine 3.4L I6            | 105   |
| Abd.  | 1.5       | 26 | Aston Martin Ltd.                | Mortimer Morris-Goodall Elsie Wisdom         | Aston Martin 1½ Le Mans        | Aston Martin 1.5L I4           | 84    |
| Abd.  | 750       | 42 | H.Bridgman Metchim               | H. Bridgman Metchim C.H. Masters             | Austin 7                       | Austin Motor Company 0.7L I4   | 78    |
| Dsq.  | 3.0       | 10 | Guy Moll                         | Guy Moll Guy Cloitre                         | Alfa Romeo 8C 2300             | Alfa Romeo 2.3L compresseur I8 | 77    |
| Abd.  | 1.5       | 23 | Comte Czaykowski                 | Comte Stanisław Czaykowski Jean Gaupillat    | Bugatti Type 51A               | Bugatti 1.5L compresseur I8    | 52    |
| Dsq.  | 8.0       | 2  | Prince Nicolas de Roumanie       | Prince Nicolas de Roumanie Joseph Cattaneo   | Duesenberg Model SJ            | Duesenberg 6.9L compresseur I8 | 50    |
| Abd.  | 1.5       | 27 | Salmson                          | Charles Duruy Jean Danne                     | Rally NCP                      | Rally 1.3L compresseur I4      | 39    |
| Abd.  | 5.0       | 5  | Louis Gas Jean Trévoux           | Louis Gas Jean Trévoux                       | Bentley Blower C               | Bentley 4.4L compresseur I6    | 25    |
| Abd.  | 1.1       | 31 | Jean Sébilleau                   | Jean Sébilleau Georges Delaroche             | Riley Nine Brooklands          | Riley 1.1L I4                  | 20    |
| Dsq.  | 1.1       | 36 | Clément Auguste Martin           | Clément Auguste Martin Auguste Bodoignet     | Amilcar CG « Spéciale Martin » | Amilcar 1.0L I4                | 13    |
| Abd.  | 1.1       | 33 | Lucien Buquet                    | Lucien Buquet Bernard Clouet                 | Amilcar C6                     | Amilcar 1.1L I4                | 13    |

Détails :
- La no 19 Sara SP7 Speciale n'est pas classée pour distance parcourue insuffisante (moins de 70 % de la distance parcourue par le 1er de l'épreuve).
- La no 2 Duesenberg SJ, la no 10 Alfa Romeo 8C 2300 et la no 36 Amilcar CG Special Martin sont disqualifiées pour, respectivement, ravitaillement en eau prématuré, défaut d'éclairage et ravitaillement en eau interdit.

## Record du tour
- Meilleur tour en course :  Raymond Sommer (no 11, Alfa Romeo 8C 2300MM, Soc. Anon. Alfa Romeo) en 5 min 31 s 4.

## Prix et trophées
- Prix de la Performance :  Riley Motor Company Ltd (no 30, Riley 9 Brooklands)
- 9e Coupe Biennal :  Soc. Anon. Alfa Romeo (no 11, Alfa Romeo 8C 2300MM)

## À noter
- Longueur du circuit : 13,492 km
- Distance parcourue : 3 144,038 km
- Vitesse moyenne : 131,001 km/h
- Écart avec le 2e : 0,401 km